# フレデリック・ペータース
フレデリック・ペータース（Frederik Peeters、1974年8月14日 -）は、スイスのバンド・デシネ作家(漫画家)である。

## 経歴
1995年にジュネーヴの応用美術学校でビジュアルコミュニケーションの学士号を取得した後、スイス航空で3年間ポーターとして働いていたという、バンド・デシネ作家としては異色の経歴を持っている。
1997年に処女作「チーズとジャム」を、次いで1998年に2作目「ブランドン・ベラール」を、スイスの出版社アトラビル(Atrabile)から発表。バンド・デシネ作家としてデビューする。
2002年に自らの恋愛体験を基にした自伝的作品「青い薬」で、アングレーム国際漫画祭の最優秀作品賞にノミネートされる。その後、2007年にSF作品「リュプス」で同漫画祭の重要作品賞を、2013年に「アーマ」でシリーズ賞をそれぞれ受賞している。
現在はパートナーのカティと彼女の息子、そして娘と一緒にジュネーヴで暮らしている。
ちなみに、漫画原作者であるブノワ・ペータースと同じ名字であるが、無関係である。

## 作風
彼の作品は他のバンド・デシネと違い、筆で描かれている。初期の作品はややデフォルメの効いたユーモラスな作風が特徴だったが、後期に入るにつれ、写実的な作風へと変わっている。

## 作品
※特記がない限りペータース単独名義

### シリーズ
- リュプス(Lupus、2003年 - 2006年、4巻)
- コーマ(Koma、ピエール・ワゼム作、2003年 - 2008年、6巻)
  1. 煙突の声(La Voix des Cheminées) 2003年
  2. 大きな穴(Le Grand Trou) 2004年
  3. 西部劇のように(Comme dans le Westerns) 2005年
  4. ホテル(L'Hôtel) 2006年
  5. 決闘(Le Duel) 2007年
  6. 始まり(Au Commencement) 2008年
- 総合情報局(RG、ピエール・ドラゴン作、2007年 - 2008年、2巻)　
  1. リヤドからセーヌへ(Riyad-sur-Seine) 2007年
  2. バンコク・ベルヴィル(Bangkok-Belleville) 2008年
- アーマ(Aâma、2011年 - 2014年、全4巻)
  1. 熱い塵の匂い(L'Odeur de la Poussière Chaude) 2011年
  2. 見えざる群衆(La Multitude Invisible) 2012年
  3. 鏡の砂漠(Le Désert des Miroirs) 2013年
  4. 娘よ、君は素敵な子だ(Tu Seras Merveilleuse, Ma Fille) 2014年

### 単巻
- チーズとジャム(Fromage et Confiture、1997年)
- ブランドン・ベラール(Brendon Bellard、1997年)
- 青い薬(Pilules Bleues、2001年)
- パンくず(Les Miettes、イブン・アル・ラビン作、2001年)
- フライ(Friture、イブン・アル・ラビンとアンドレアス・キュンディグとの共作、2002年)
- 星座(Constellation、2002年)
- オノマトペ(Onomatopées、2004年)
- 反芻(Ruminations、2008年)
- 厚皮類(Pachyderme、2009年)
- 砂の城(Château de Sable、ピエール・オスカル・レヴィー作、2010年)

## 受賞歴
- 2002年 - アングレーム国際漫画祭 最優秀作品賞ノミネート『青い薬』
- 2004年 - アングレーム国際漫画祭 最優秀作品賞ノミネート『リュプス』第1巻
- 2005年 - アングレーム国際漫画祭 最優秀作品賞ノミネート『リュプス』第2巻
- 2006年 - アングレーム国際漫画祭 最優秀作品賞ノミネート『リュプス』第3巻
- 2007年 - アングレーム国際漫画祭 重要作品賞『リュプス』第4巻
- 2008年 - アングレーム国際漫画祭 重要作品賞『総合情報局』第1巻
- 2013年 - アングレーム国際漫画祭 シリーズ賞『アーマ』
- 2013年 - 第17回文化庁メディア芸術祭 審査委員会推薦作品に選出『青い薬』[1]

## 日本での出版
- 『青い薬』(原正人訳、青土社、2013年9月 ISBN 4791767128)
- 『KOMA―魂睡』(鈴木賢三訳、パイ インターナショナル、2014年10月、ISBN 4756245536)